# Pietro Zangheri
Pietro Zangheri ( Forli, 23 de julio de 1889 - Padua, 25 de febrero de 1983) fue un famoso naturalista italiano, considerado por muchos como un precursor del movimiento ecologista.

## Biografía
Inicia su actividad dee naturalista estudiando la flora forlivesa, ampliando inclusive su campo de intereses por la Ornitología y la Geología de la Romagna. Amaba recolectar muestras; que se conservan en el "Museo de Historia Natural de la Romagna", y en el "Museo Cívico de Ciencias Naturales de Verona
Fue un apasionado escritor naturalista: se cuentan cerca de doscientas publicaciones subdivididas entre académicas y de divulgación, y numerosos artículos en periódicos y revistas.
Fue pionero en Italia, en la difusión de la problemática de los ambientes naturales romagnoles, como la Vena del Gesso, los pinales costeros adriáticos y los bosques casentineses.

## Algunas publicaciones
- Pietro Zangheri. Divagazioni naturalistiche romagnole (X). Su e giù per la "Vena del Gesso" da Tossignano a Brisighella. 1950
- ----. Ecologia e sociata' attuale Edagricole. 1979
- ----. L'ambiente naturale e l' uomo, Calderini

### Libros
- Pietro Zangheri. Il naturalistia esploratore, raccoglitore, preparatore. (Manuale Hoepli), Hoepli. 1952 1ª ed. 1981, 6ª ed. 508 pp
- ----. Flora italica, CEDAM. 1976. 1636 pp.
- ----. Romagna fitogeografica. Vol. 1: Flora e vegetazione delle pinete di Ravenna. Forni editore. 1936. 434 pp.
- ----. Romagna fitogeografica. Vol. 2: Flora e vegetazione dei calanchi argillosi pliocenici della Romagna. Forni editore. 1936. 300 pp.
- ----. Romagna fitogeografica. Vol. 3: Flora e vegetazione dei terreni «Ferrettizzati» del Pre-appennino romagnolo. Forni editore. 1936. 316 pp.
- ----. Romagna fitogeografica. Vol. 4: Flora e vegetazione della fascia gessoso-calcarea del basso Appennino romagnolo. Forni editore. 1936. 358 pp.
- ----. Fauna di Romagna. Uccelli Forni editore. 1938. 214 pp.

## Honores
En su recuerdo el "Ente de Parques de la Foresta Casentinese ha instituido una beca de estudio en el ámbito naturalista
- La abreviatura «Zangh.» se emplea para indicar a Pietro Zangheri como autoridad en la descripción y clasificación científica de los vegetales.[2]